# Eclipse (software)

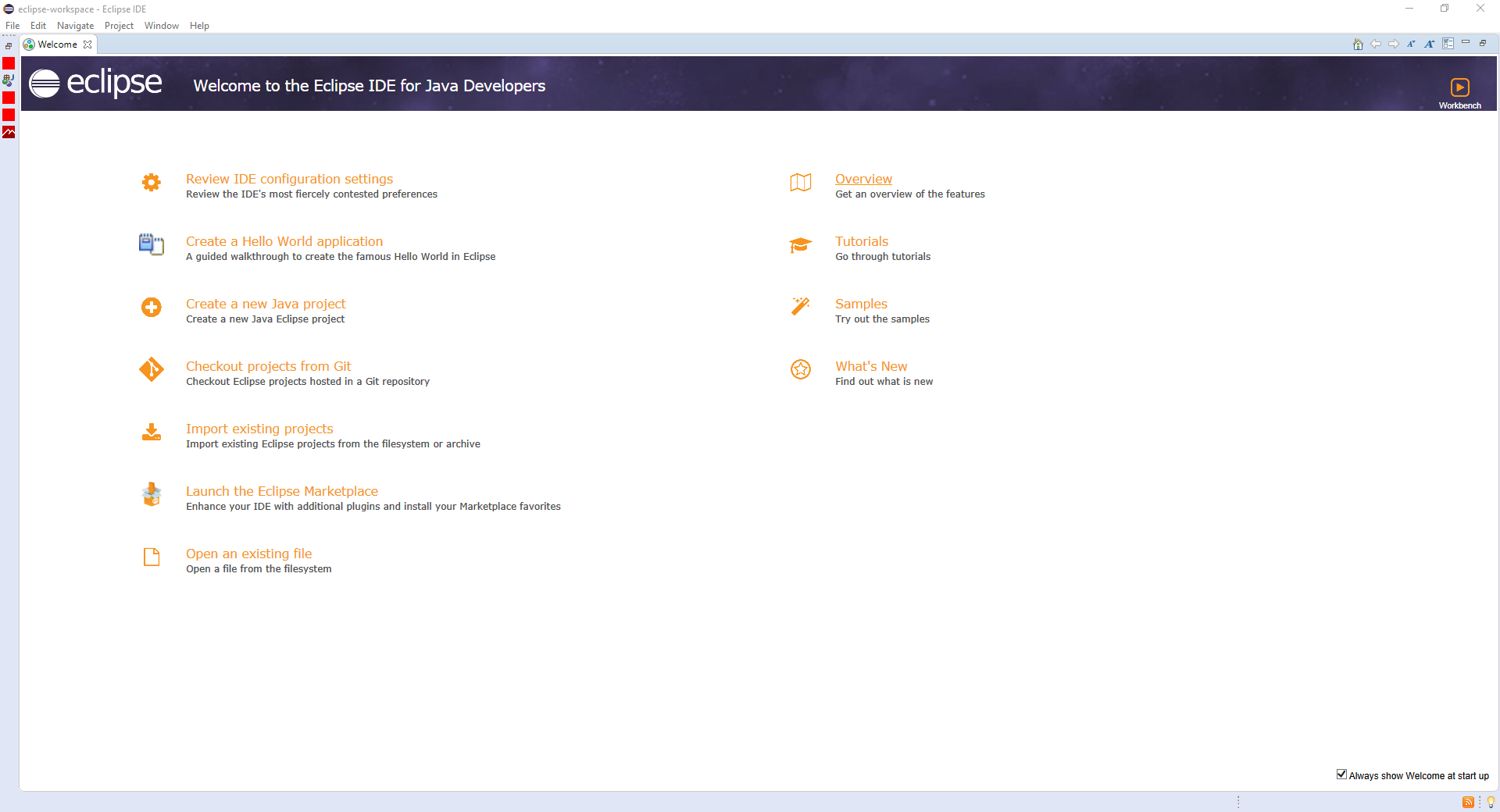
Tela Inicial do Eclipse 4.9 no Windows 10.

Na ciência da computação, o eclipse é uma IDE livre para desenvolvimento Java criado em 2001 pela IBM, que tem suporte a várias outras linguagens a partir de plugins como: C/C++, PHP, ColdFusion, Python, Scala e, Kotlin. Ele foi feito em Java e segue o modelo open source de desenvolvimento de software.

## História
O projeto Eclipse foi iniciado na IBM, que desenvolveu a primeira versão do produto e doou como software livre para a comunidade. O gasto inicial da IBM no projeto foi de mais de 40 milhões de dólares. 
Hoje, o Eclipse é um dos IDE Java mais utilizado no mundo. Possui como característica marcante o uso da biblioteca gráfica SWT (e não do Swing), a forte orientação ao desenvolvimento baseado em centenas de plug-ins, que procuram atender as diferentes necessidades de diferentes programadores.

## Licença
O Eclipse Public License (EPL) é a licença sob a qual os projetos Eclipse são publicados. Alguns projetos requerem licenciamento duplo, para o qual a licença de distribuição do Eclipse (EDL) está disponível, embora essa licença deva ser aplicada caso a caso.
O Eclipse foi originalmente lançado sob a Common Public License, mas foi licenciado novamente sob a licença  EPL. A Free Software Foundation disse que ambas as licenças são de software livre, mas são incompatíveis com a GNU General Public License (GPL, a licença de maior uso por projetos de software livre, usada no GNU/Linux).

## Versões
- Calisto (30 Junho 2006)
- Europa (29 Junho 2007)
- Ganymede (25 junho 2008)
- Galileo (24 Junho 2009)
- Helios (23 Junho 2010)
- Indigo (22 Junho 2011)
- Juno (27 Junho 2012)
- Kepler (26 Julho 2013)
- Luna (25 Junho 2014)
- Mars (24 Junho 2015)
- Neon (22 Junho 2016)
- Oxygen (28 Junho 2017)
- Photon (27 Junho 2018)